# 孔张
孔张（?—?），孔氏，春秋时期郑国的大夫，曾祖父郑穆公，祖父子孔（公子嘉），父亲公孙泄。
前526年三月，晋国的韩宣子到郑国聘问，郑定公设享礼招待他。子产告诫大家说：“如果在朝廷的享礼上有一个席位，就不要发生不恭敬的事！”孔张后到，站在客人中间，主管典礼的人挡住他，去到客人后边，主管典礼的人又挡住他，他只好到悬挂乐器的间隙中待着。客人因此而笑他。
享礼结束后，郑国大夫富子劝谏说：“对待大国的客人，是不可以不慎重的。难道说被他们笑话了，而他们会不欺负我们？我们样样都能做到有礼，那些人还会看不起我们。国家没有礼仪，凭什么求得光荣？孔张没有站到应该站的位置上，这是您的耻辱。”
子产发怒说：“发布命令不恰当，命令发出后没有信用，刑罚偏颇不平，诉讼放任混乱，朝会有时失去礼仪，命令没有人听从，招致大国的欺负，使百姓疲惫而没有功劳，罪过来到还不知道，这是我的耻辱。孔张，是郑襄公兄弟的孙子，子孔的后代，执政卿的继承人，做了嗣大夫，他接受命令而出使，遍及诸侯各国，为国人所尊敬，为诸侯所熟悉。他在朝中有官职，在家里有祖庙，接受国家的爵禄，分担战争所需的军赋，丧事、祭祀有一定的职责，接受和归还祭肉，辅助国君在宗庙里祭祀，已经有了固定的地位。他家在位已经几代，世世代代保守自己的家业，现在忘记了他应该处的地位，我哪里能为他感到耻辱？不正派的人把一切都归罪于我这个执政的人，等于说先王没有刑罚。你最好用别的事来纠正我。”